# Grupos étnicos da Europa

Mapa simplificado das línguas faladas no continente europeu.

Os povos europeus, ou grupos étnicos da Europa, são as várias nações e grupos étnicos da Europa. Eles são estudados pela etnologia europeia (etnologia europeiaAO 1990), que é o campo da antropologia com foco na Europa.

## Minorias étnicas da Europa
Da população total da Europa de cerca de 730 milhões de habitantes (2041), cerca de 85% ou 630 milhões incluem-se em três grandes super-grupos etno-linguísticos, a saber: eslavos, latinos e germânicos. Os maiores grupos que não estão incluídos nestes últimos são os gregos (cerca de 13 milhões) e os povos fino-úgricos (cerca de 23 milhões). Entre 20 e 25 milhões são membros de diásporas de origem não europeia. A população da União Europeia, cerca de 500 milhões, é responsável por dois terços da população europeia.
O maior grupo étnico da Europa é provavelmente formado pelos russos com cerca de 90 milhões estabelecidos na parte europeia da Rússia. Em seguida vêm os alemães (76 milhões), italianos (58 milhões), franceses (49 milhões), ingleses (45 milhões), espanhóis (42 milhões), ucranianos (40 milhões) e poloneses (40 milhões).
- Indo-europeus (aproximadamente 665 milhões)
  - Eslavos (aproximadamente 230 milhões)
    - Eslavos orientais
      - Russos+Bielorrussos (aproximadamente 100 milhões)
      - Ucranianos (aproximadamente 40 milhões)

    - Eslavos ocidentais
      - Tchecos (aproximadamente 11 milhões)
      - Eslovacos (aproximadamente 5 milhões)
      - Poloneses (aproximadamente 38 milhões)
      - Sorábios (aproximadamente 60 mil)

    - Eslavos meridionais
      - Macedônios (aproximadamente 1,6 milhão)
      - Búlgaros (aproximadamente 8 milhões)
      - Sérvios (aproximadamente 9,5 milhões)
      - Croatas (aproximadamente 6 milhões)
      - Bosníacos (aproximadamente 2,1 milhões)
      - Eslovenos (aproximadamente 2 milhões)
      - Montenegrinos (aproximadamente 0,4 milhão)

  - Latinos (aproximadamente 200 milhões)
    - Franceses+Valões+Suíços romandes (aproximadamente 55 milhões)
    - Italianos e sub-grupos italianos, excluídas as minorias (aproximadamente 60 milhões)
      - Sardos (aproximadamente 2 milhões)
      - Sicilianos (aproximadamente 4 milhões)

    - Espanhóis (aproximadamente 42 milhões)
    - Romenos+Moldávios (aproximadamente 23 milhões)
    - Portugueses (aproximadamente 11 milhões)
    - Aromanos (aproximadamente 0,1 milhão)
    - Gibraltares (aproximadamente 29 mil)

  - Germânicos (aproximadamente 190-200 milhões)
    - Alemães+Austríacos+Suíços alemães+Luxemburgueses (aproximadamente 90 milhões)
    - Ingleses (aproximadamente 45 milhões)
    - Escandinavos (aproximadamente 22 milhões)
    - Neerlandeses+Flamengos (aproximadamente 22 milhões)
    - Frísios (aproximadamente 1,5 milhão)

  - Celtas (aproximadamente 2 milhões de falantes de línguas celtas, mas dependendo da definição, cerca de 20 milhões podem ser considerados celtas)
    - Irlandeses (aproximadamente 6 milhões)
    - Escoceses (aproximadamente 6 milhões)
    - Galeses (aproximadamente 5 milhões)
    - Bretões (aproximadamente 5 milhões)
    - Cornualeses (aproximadamente 0,5 milhão)
    - Maneses (aproximadamente 80 mil)

  - Gregos (aproximadamente 13 milhões)
  - Albaneses (aproximadamente 8 milhões)
  - Bálticos (aproximadamente 5 milhões)
  - Romani (entre 5 e 10 milhões)
- Fino-úgricos (aproximadamente 23 milhões)
  - Húngaros (aproximadamente 13 milhões)
  - Finlandeses (aproximadamente 6 milhões)
  - Estonianos (aproximadamente 1 milhão)
  - Lapões (aproximadamente 0,1 milhão)
  - Mordvinos (aproximadamente 0,85 milhão)
  - Udmurtes (aproximadamente 0,64 milhão)
  - Maris (aproximadamente 0,6 milhão)
  - Komis (aproximadamente 0,4 milhão)
  - Carelianos
- Bascos (aproximadamente 2,5 milhões)
- Malteses (aproximadamente 0,4 milhão)
- Kalmyks (aproximadamente 0,17 milhão)

Dependendo de que partes do Cáucaso são considerados Indo-europeus, vários povos do Cáucaso podem também ser considerados "povos Indo-europeus".
- Azeris (aproximadamente 10 milhões)
- Armênios (aproximadamente 4,5 milhões)
- Georgianos (aproximadamente 4 milhões)[2]
- Chechenos (aproximadamente 2 milhões)
- Ossetas (aproximadamente 0,6 milhão)
- Iranianos (aproximadamente 50 milhões, 51% do Irã)

### Minorias "nativas"
Visto que a maior parte da Europa nos tempos históricos nunca foi colonizada por potências não europeias com efeito duradouro (exceto pela Hungria, Trácia Oriental, Tartaristão, Calmúquia e ilhas como Malta e Chipre), a vasta maioria dos europeus pode ser considerada "nativa". Num senso mais estreito de "povos indígenas", como as minorias étnicas marginalizadas pela expansão histórica das populações vizinhas, os seguintes grupos podem ser considerados "povos nativos" da Europa:
- Os povos nativos do norte da Rússia, marginalizados pela expansão russa, principalmente povos fino-úgricos como os povos komi dos Urais ocidentais, e os povos samoiédicos do norte da Rússia, como os nenets.
- Os lapões do norte da Escandinávia, marginalizados pelas expansões suecas e germânica setentrional).
- O povo basco de França e Espanha (marginalizados pela expansão latina)

## Aparência física e origens genéticas
A grande maioria dos europeus são de tipologia caucasóide, principalmente caracterizados pela pele levemente pigmentada e cores dos olhos e dos cabelos variadas, apesar de a divisão tipológica em raças ser agora amplamente desacreditada. A Europa tem sido habitadas por humanos por mais de um milhão de anos, mas restos humanos com reconhecível anatomia moderna são datados a partir de 40.000 anos atrás, com o surgimento do Cro-Magnon. Por todo o período pré-histórico houve contínua imigração na Europa, especialmente com a revolução neolítica. É provável que as origens dos homens Cro-Magnon possam ser traçadas até os seus ancestrais na África Oriental.

## Diásporas europeias
Nações e regiões fora da Europa com populações significantes de ancestralidade europeia:
- África
  -  África do Sul -14,6%-25% da população[18]
  -  Namíbia - 16% da população[19]
  -  Reunião aprox. 30% da população[20]
  -  Zimbábue 10%
  -  Quênia
  -  Argélia 5%
  -  Maurício 3%- 10%
  -  Essuatíni - 3% da população[21]
  -  Tunísia[22]
  - Angola
- Ásia
  -  Índia (Anglo-indianos)
  -  Sri Lanca (Burgher)
  -  Sibéria (Russos)[23]
  -  Cazaquistão - 30% da população
  -  Uzbequistão[24]
  -  Quirguistão[25]
  -  Turcomenistão[26]
  -  Tadjiquistão
  -  Hong Kong[27]
  -  Filipinas
  -  Singapura
  -  Israel
- América
  -  Gronelândia - 12% da população[28]
  -  Canadá - 83% da população
  -  Estados Unidos da América - 75,1% da população
  -  México[29] - 9-15% da população[30] e 70% como mestiços.[31]
  -  Bahamas - 12% da população[32]
  -  Barbados - 14% da população[33]
  -  Bermudas - 21,1% da população[34]
  -  Costa Rica
  -  Cuba - 37%,[35] ou 65,5% da população[36]
  -  República Dominicana - 12% da população[37]
  -  El Salvador - 9% da população[38]
  -  Jamaica - aprox. 22% da população
  -  Martinica - 5% da população[39]
  -  Nicarágua - 5% da população[40]
  -  Panamá - 12% da população[41]
  -  Porto Rico - aprox. 55% da população[42]
  -  Trindade e Tobago - aprox. 0,6% da população
  -  Argentina - 78% a 86% da população[43][44]
  -  Bolívia - 15% da população[45]
  -  Brasil - 47% da população[46]
  -  Chile - 52,7% a 64% da população[47][48][49]
  -  Colômbia - 25% da população[50]
  -  Equador - 13% da população[51]
  -  Guiana Francesa - 19% da população[52]
  -  Peru - 15 % da população[53]
  -  Venezuela - 20% da população
  -  Uruguai - 98% da população[54]
  -  Ilhas Malvinas
- Oceania
  -  Austrália - 89,3% da população
  -  Nova Zelândia - 78% da população
  -  Nova Caledônia - 34,5% da população
  -  Polinésia Francesa - 10% da população[55]
  -  Havaí - 41,26% da população
  -  Guam - 6,9% da população[56]
  -  Ilha Norfolk

## Diásporas na Europa
Populações de origem não europeia na Europa (aproximadamente 25 a 30 milhões, ou 3,42 a 4,11% - dependendo da definição de origem não europeia - de um total de aproximadamente 730 milhões):
- Turcos - aproximadamente 5 milhões, principalmente na Alemanha, França, Países Baixos, Áustria e Suécia.
- Norte-africanos (árabes e berberes - aproximadamente 5 milhões, principalmente na França, Países Baixos e Suécia.
- Africanos sub-saarianos (muitas etnias incluem afro-caribenhos e outros por descendência) - aproximadamente 5 milhões, principalmente no Reino Unido, França, Países Baixos e Alemanha.[57]
- Libaneses - aproximadamente 1,4 milhões, especialmente na França e Reino Unido.
- Somalis - aproximadamente 200 mil, principalmente no Reino Unido,[58] Países Baixos e Espanha.
- Latino-americanos (principalmente mestiços - aproximadamente 2,2 milhões, com os maiores grupos na Espanha e Itália.[59]
  - Mais os britânicos latino-americanos, cerca de 1 milhão.
- Asiáticos do sul (muitas etnias) - aproximadamente 3 milhões, principalmente no Reino Unido.
  - Paquistaneses - aproximadamente 1 milhão, principalmente no Reino Unido.
  - Tâmeis - aproximadamente 250 mil.
- Armênios (às vezes considerados europeus, ver abaixo) - aproximadamente 1,5 milhão.
- Curdos - aproximadamente 1,5 milhão, principalmente na Alemanha e Suécia.
- Chineses - aproximadamente 1 milhão, principalmente na França, Reino Unido e Países Baixos.
- Filipinos - aproximadamente 500 mil, principalmente no Reino Unido, França, Alemanha e Itália.
- Sírios - aproximadamente 130 mil, principalmente na Suécia.
- Japoneses - cerca de 100 mil, principalmente no Reino Unido.

## Identidade e cultura europeias
A cultura da Europa pode ser melhor descrita como uma série de culturas sobrepostas. Pode ser uma questão de Ocidente em oposição ao Oriente; Cristianismo em oposição ao Islã.
A cultura europeia também tem uma grande influência além do continente europeu devido ao legado do colonialismo. Em um sentido amplo, é às vezes chamada de civilização ocidental. Quase toda a América e toda a África foram governadas por potências europeias pelo menos uma vez, e algumas partes do Novo Mundo, como a Guiana Francesa, ainda são. A vasta maioria da população das Américas fala línguas europeias, especialmente espanhol, inglês, português e francês e em menor extensão neerlandês. Além disso, as culturas das potências coloniais europeias (Espanha, Reino Unido, Países Baixos, Portugal, Bélgica e França) exercem uma forte influência.
A identidade pan-europeia se refere ao senso de identificação pessoal com a Europa e à identidade possuída pela Europa como um todo. "Europa" é amplamente usado como um sinônimo de União Europeia, embora haja milhões de pessoas vivendo no continente europeu em estados que não fazem parte da União Europeia. O prefixo pan significa que a identidade se aplica a toda Europa, e especialmente no contexto da União Europeia, "pan-europeu" é frequentemente comparado com nacional.

## Religião
Desde a Alta Idade Média, a maior parte da Europa tem sido dominada pelo Cristianismo. Há três principais denominações: católicos romanos, protestantes e cristãos ortodoxos, com o protestantismo restrito principalmente às regiões germânicas e a ortodoxia às regiões eslavas, Grécia e Geórgia. O catolicismo, centralizado nas regiões latinas, tem um número significante de seguidores nas regiões germânicas, eslavas e celtas.
O Islã tem de certa forma tradição nos Bálcãs (os domínios europeus do Império Otomano do século XVI ao XIX), na Albânia, nos países que formavam a ex-Iugoslávia, na Bulgária e na Trácia turca, assim como entre os tártaros e chechenos na Rússia. Com as migrações do século XX, os muçulmanos na Europa Ocidental se tornaram uma minoria considerável.
O Judaísmo tem uma longa história na Europa, mas permanece uma pequena minoria religiosa, com a França (1%) sendo o único país europeu com uma população judia que excede 0,5%. A população judia da Europa é compreendida principalmente por dois grupos: os asquenazes e os sefarditas. Os judeus asquenazes migraram para a Europa no século VIII, enquanto os judeus sefarditas se estabeleceram na Espanha e em Portugal pelo menos oitocentos anos antes. A história dos judeus europeus foi notavelmente afetada pelo genocídio e pela emigração resultante no século XX.
Nos tempos modernos, uma secularização significante tem tomado lugar, notavelmente na laica França no século XIX e na Europa oriental comunista no século XX. Atualmente, a distribuição do teísmo na Europa é muito heterogêneo, com mais de 95% na Polônia, e menos de 20% na República Tcheca. Na média, segundo números de 2005, 52% dos cidadãos dos estados membros da União alemã acreditam em Deus.

## Leitura complementar
- Cole, J. W., Wolf, E. R., The Hidden Frontier: Ecology and Ethnicity in an Alpine Valley, University of California Press; (1999), ISBN 978-0520216815.
- Dow, R. R.,  Bockhorn, O., The Study of European Ethnology in Austria, Progress in European Ethnology,  Ashgate Publishing (2004), ISBN 978-0754617471.
- Jordan, T. G., The European culture area: A systematic geography (2nd ed.). New York: Harper and Row (1988).
- Parman, S. (ed.), Europe in the Anthropological Imagination, Prentice Hall (1998).